# Carmen Lídia Richter Ribeiro Moura
Carmen Lídia Richter Ribeiro Moura (São Paulo, 11 de novembro de 1954) é uma diplomata brasileira. Atualmente, é cônsul-geral do Brasil na Cidade do Cabo.

## Biografia

### Vida pessoal
Nasceu na cidade de São Paulo, filha de Jorge Flaviano Lage Ribeiro Moura e de Sônia Richter Ribeiro Moura.

### Formação Acadêmica
Em 1978, graduou-se em Letras Anglo-Germânicas pela Universidade de São Paulo. Concluiu, no mesmo ano, licenciatura em português e alemão. Foi professora de idiomas antes de seu ingresso na carreira diplomática. Já no ano de 1993, concluiu seu mestrado em políticas públicas internacionais na Universidade John Hopkins.

### Carreira Diplomática
Ingressou na carreira diplomática em 1980, no cargo de Terceira Secretária, após ter concluído o Curso de Preparação à Carreira de Diplomata do Instituto Rio Branco.
Foi inicialmente lotada na Divisão do Patrimônio, onde trabalhou de 1980 a 1981. No ano de 1981, foi assistente na Divisão de Visitas e, subsequentemente, foi removida para o Consulado do Brasil em Nova York, onde trabalhou de 1983 a 1986. Em 1983, havia sido promovida a segunda-secretária. Entre 1986 e 1988, esteve lotada na Embaixada do Brasil em Rabat.
Ao regressar a Brasília, em 1988, foi designada assessora do Departamento de Promoção Comercial Divisão de Informação Comercial, função que ocupou até 1989. No mesmo ano, foi promovida a primeira-secretária. De 1989 e 1990, exerceu o cargo de assessora do Departamento de Cooperação Científica, Técnica e Tecnológica. Em seguida, foi lotada na Divisão de Ciência e Tecnologia do Itamaraty. 
Em 1991, foi removida a Washington, para assumir a função de primeira-secretária na Embaixada do Brasil nessa capital. Foi, subsequentemente, removida para a Embaixada do Brasil em Caracas, onde permaneceu até 1996. 
No seu retorno ao Brasil, foi designada assessora da Divisão de Desarmamento e Tecnologias Sensíveis e, a partir de 1998, quando foi promovida a conselheira, assumiu sua chefia. Em 1999, foi removida par a Embaixada do Brasil em Viena, onde exerceu as atribuições de conselheira.
Defendeu, em 2001, tese no Curso de Altos Estudos do Instituto Rio Branco, intitulada “O Brasil e o Fortalecimento do Sistema de Salvaguardas da Agência Internacional de Energia Atômica: do Acordo Quadripartite ao Protocolo Adicional”, um dos requisitos necessários para a ascensão funcional na carreira diplomática.
De 2003 e 2004, foi conselheira e ministra-conselheira da Embaixada do Brasil em Wellington. Entre 2004 e 2007, exerceu o cargo de ministra-conselheira em Viena, e, subsequentemente, foi lotada na Embaixada do Brasil em Lisboa, na função de ministra-conselheira.
Retornou ao Brasil em 2010, com vistas a assumir a chefia da Subsecretaria-Geral Política I do Itamaraty, que, à época, cuidava dos temas de Europa, Nações Unidas, OEA, Direitos Humanos, Prevenção do Crime Transnacional e Controle de Drogas, Meio Ambiente e Espaço. Em 2011, foi convidada para assumir a chefia da Assessoria de Assuntos Internacionais do Ministério da Ciência, Tecnologia e Inovação, responsável pela agenda internacional do MCTI e pelo setor de controle de exportação de bens sensíveis. No mesmo ano, foi promovida a ministra de Primeira Classe, mais alto escalão da carreira diplomática brasileira. Esteve como chefe da Assessoria Internacional até 2013, quando assumiu o cargo de representante Especial do Ministério das Relações Exteriores em Santa Catarina, cuja atribuição é de apoiar a agenda internacional daquele estado brasileiro.
Entre 2015 e 2018, exerceu a função de cônsul-geral do Brasil em Munique. Desde  2018, é cônsul-geral do Brasil em Cidade do Cabo.

## Condecorações[2]
- Ordem do Mérito, Alemanha, Cavaleiro, 10/09/1981.
- Ordem de San Carlos, Colômbia, Cavaleiro, 10/11/1981.